# Monica Knudsen
Pour les articles homonymes, voir Knudsen.
Monica Knudsen, née le 25 mars 1975 à Arendal, est une footballeuse norvégienne jouant au poste de milieu de terrain, devenue par la suite entraîneur.

## Biographie
Elle compte 87 sélections en équipe de Norvège de football féminin de 1998 à 2003, marquant 6 buts. Elle participe aux éditions 1999 (quatrième) et 2003 (quart de finaliste) de la Coupe du monde, aux Jeux olympiques d'été de 2000, remportés par les Norvégiennes et au Championnat d'Europe de football féminin 2001 (demi-finaliste).